# Сент-Андре-дез-О (Кот-д’Армор)
Сент-Андре́-дез-О (фр. Saint-André-des-Eaux, брет. Sant-Andrev-an-Dour) — коммуна во Франции, находится в регионе Бретань. Департамент — Кот-д’Армор. Входит в состав кантона Ланвалле. Округ коммуны — Динан.
Код INSEE коммуны — 22274.

## География
Коммуна расположена приблизительно в 330 км к западу от Парижа, в 38 км северо-западнее Ренна, в 60 км к востоку от Сен-Бриё.
По территории коммуны протекает река Ранс.

## Население
Население коммуны на 2016 год составляло 330 человек.
| 1962 | 1968 | 1975 | 1982 | 1990 | 1999 | 2010 | 2016 |
| ---- | ---- | ---- | ---- | ---- | ---- | ---- | ---- |
| 248  | 250  | 230  | 219  | 204  | 237  | 248  | 330  |

## Экономика
В 2007 году среди 163 человек в трудоспособном возрасте (15—64 лет) 117 были экономически активными, 46 — неактивными (показатель активности — 71,8 %, в 1999 году было 63,3 %). Из 117 активных работали 102 человека (58 мужчин и 44 женщины), безработных было 15 (6 мужчин и 9 женщин). Среди 46 неактивных 14 человек были учениками или студентами, 14 — пенсионерами, 18 были неактивными по другим причинам.

## Достопримечательности
- Руины старой церкви Св. Андрея (XI—XII века). Исторический памятник с 1990 года[3]

## Фотогалерея
- Мэрия
- Новая приходская церковь Св. Андрея
- Руины старой церкви Св. Андрея
- Руины старой церкви Св. Андрея